# 34268 Gracetian
34268 Gracetian è un asteroide della fascia principale. Scoperto nel 2000, presenta un'orbita caratterizzata da un semiasse maggiore pari a 2,7997774 au e da un'eccentricità di 0,0790741, inclinata di 5,92806° rispetto all'eclittica.